# Moriyasu Hiroshi
Moriyasu Hiroshi (森保 洋 Moriyasu Hiroshi, sinh ngày 29 tháng 1 năm 1972) là một cựu cầu thủ bóng đá người Nhật Bản. Anh trai của ông, Moriyasu Hajime cũng là cựu cầu thủ bóng đá.

## Sự nghiệp cầu thủ
Moriyasu sinh ngày 29 tháng 1 năm 1972 tại tỉnh Nagasaki. Sau khi tốt nghiệp trung học, ông gia nhập câu lạc bộ Giải khu vực Nhật Bản Mazda Auto Hiroshima năm 1990. Năm 1992, ông chuyển đến câu lạc bộ Giải bóng đá Nhật Bản (JFL) Seino Transportation. Ông đã thi đấu nhiều trận trong 2 mùa giải. Năm 1994, ông chuyển đến câu lạc bộ JFL PJM Futures (sau này là Tosu Futures, Sagan Tosu). Ông đã thi đấu nhiều trận và câu lạc bộ đã được thăng hạng lên thi đấu tại giải đấu mới J2 League từ năm 1999. Ông giải nghệ vào cuối mùa giải 2000.

## Thống kê câu lạc bộ
| Thành tích câu lạc bộ | Thành tích câu lạc bộ | Thành tích câu lạc bộ | Giải vô địch | Giải vô địch | Cúp                   | Cúp                   | Cúp Liên đoàn | Cúp Liên đoàn | Tổng cộng | Tổng cộng |
| Mùa giải              | Câu lạc bộ            | Giải vô địch          | Số trận      | Bàn thắng    | Số trận               | Bàn thắng             | Số trận       | Bàn thắng     | Số trận   | Bàn thắng |
| Nhật Bản              | Nhật Bản              | Nhật Bản              | Giải vô địch | Giải vô địch | Cúp Hoàng đế Nhật Bản | Cúp Hoàng đế Nhật Bản | J.League Cup  | J.League Cup  | Tổng cộng | Tổng cộng |
| --------------------- | --------------------- | --------------------- | ------------ | ------------ | --------------------- | --------------------- | ------------- | ------------- | --------- | --------- |
| 1992                  | Seino Transportation  | Football League       | 14           | 0            | -                     | -                     | -             | -             | 14        | 0         |
| 1993                  | Seino Transportation  | Football League       | 17           | 0            | 1                     | 0                     | -             | -             | 18        | 0         |
| 1994                  | PJM Futures           | Football League       | 15           | 0            | 1                     | 0                     | -             | -             | 16        | 0         |
| 1995                  | Tosu Futures          | Football League       | 29           | 1            | 1                     | 0                     | -             | -             | 30        | 1         |
| 1996                  | Tosu Futures          | Football League       | 1            | 0            | 0                     | 0                     | -             | -             | 1         | 0         |
| 1997                  | Sagan Tosu            | Football League       | 11           | 0            | 0                     | 0                     | 0             | 0             | 11        | 0         |
| 1998                  | Sagan Tosu            | Football League       | 20           | 1            | 3                     | 0                     | -             | -             | 23        | 1         |
| 1999                  | Sagan Tosu            | J2 League             | 35           | 0            | 3                     | 0                     | 1             | 0             | 39        | 0         |
| 2000                  | Sagan Tosu            | J2 League             | 21           | 0            | 0                     | 0                     | 0             | 0             | 21        | 0         |
| Quốc gia              | Nhật Bản              | Nhật Bản              | 163          | 2            | 9                     | 0                     | 1             | 0             | 173       | 2         |
| Tổng cộng             | Tổng cộng             | Tổng cộng             | 163          | 2            | 9                     | 0                     | 1             | 0             | 173       | 2         |